# Roskambrug (Weesp)
De Roskambrug is een basculebrug in de Noord-Hollandse stad Weesp en voert over het Smal Weesp en verbindt de  Casparuslaan met de  Prinses Irenelaan. De wegen langs de oever van het Smal Weesp heette hier aan de noordzijde de
Korte Stammerdijk en aan de zuidzijde het Buitenveer.
De brug, die ligt in de doorgaande vaarroute tussen Amsterdam en de Vecht, moet voornamelijk worden geopend voor de kleine recreatievaart. De doorvaart is gratis. De brug wordt beheerd door de provincie Noord-Holland en wordt dagelijks ter plekke bediend. De brug kent een slagboom, een viertal blauwe lichtmasten en is aan de zuidzijde ook beveiligd met een verkeerslicht.  Bij geopende brug is op de onderzijde van de brug een promotieslogan voor de stad Weesp voor de wachtenden zichtbaar. 
GVB buslijn 49 en Connexxion buslijn 106 rijden over de brug.